# Ars, Creuse
Ars är en kommun i departementet Creuse i regionen Nouvelle-Aquitaine i de centrala delarna av Frankrike. Kommunen ligger i kantonen Saint-Sulpice-les-Champs som tillhör arrondissementet Aubusson. År 2022 hade Ars 236 invånare.

## Befolkningsutveckling
Antalet invånare i kommunen Ars
Referens:INSEE